# Hôtel Tirana International
 (signalé en mai 2025).
Si vous disposez d'ouvrages ou d'articles de référence ou si vous connaissez des sites web de qualité traitant du thème abordé ici, merci de compléter l'article en donnant les références utiles à sa vérifiabilité et en les liant à la section « Notes et références ».
- Archive Wikiwix
- Bing
- Cairn
- DuckDuckGo
- E. Universalis
- Gallica
- Google
- G. Books
- G. News
- G. Scholar
- Persée
- Qwant
- (zh) Baidu
- (ru) Yandex
- (wd) trouver des œuvres sur Wikidata

L’hôtel Tirana International (anciennement hôtel Tirana) est un établissement hôtelier de la capitale albanaise, Tirana. Inauguré en 1979, ce bâtiment s'inspirant de l'architecture soviétique (réalisme socialiste) était destiné, à l'origine, à recevoir les délégations officielles et les rares étrangers de passage dans le pays. Situé en plein centre-ville, aux abords de la Place Skanderbeg, il se présente sous la forme d'une tour de quinze étages (d'où son surnom : « Pesëmbëdhjetëkatëshi », signifiant en albanais « Les quinze étages »). 
Repris en main après la chute du régime communiste, en 1991, il est rénové en 2001 par une compagnie italienne, et est désormais un hôtel quatre étoiles (normes locales). Il comporte 166 chambres et suites, un restaurant gastronomique (cuisine albanaise et internationale) et plusieurs salles de conférence.